# Eucarta
Eucarta é um gênero de traça pertencente à família Arctiidae.